# 首尔地下铁1期
首尔地下铁1期（：／ Ilgi jihacheol */?）是首尔地下铁于1970年至1985年期间修建的地下铁工程，包括有1号线、2号线、3号线和4号线。

## 背景
随着首尔的公路交通在1950年代之后日益完善，以及在很多地区取消路面电车的背景下，首尔电车最终在1968年11月30日完全停止运营。因此，在1970年4月16日刚刚上任的首尔市长梁铎植便开始着手进行代替路面电车的地下铁修建工作。由于修建地铁需要巨额资金，因此遭到了很多人的反对，然而在时任韩国总统朴正熙的力争下，要求大韩民国企划财政部从日本大量借贷，开始了地下铁修建工程。

## 20世纪60年代的地下铁规划
随着首尔的交通拥堵问题日渐加剧，在1963年出现了最早的铁路发展计划，既在钟路附近修建一条每小时输送量为36,000人次的铁路，但是低于目前的每小时输送量为80,000人次的要求。

### 尹致映任期（1963-1966）
在1963年的江南、恩平、永登浦划归首尔后，便一共规划了4条地铁路线。大概走向如下：
- 1号线：首尔站-崇礼门-光化门-钟路-东大门-清溪川-清凉里站
- 2号线：西小门-首尔市政府-乙支路-东大门-城东站
- 3号线：葛岘洞-朝鲜总督府厅舍-钟路2街-乙支路2街-退溪路-纛島-千户洞
- 4号线：牛耳洞-敦岩洞-钟路4街-乙支路4街-汉南洞-馬竹巨里

1964年，时任首尔市长尹致映在韩国国会递交了交通改善计划，其中有关于在10年内修建先行2条地铁路线的计划。在1965年，经国会批准后，修建里程变为14.9km。因此在1966年递交了《地铁建设贷款申请的可行性研究分析报告》，计划于1967年在首尔市政府、崇礼门、钟路3街、钟路4街、东大门、清溪川7街、龙头洞、马场洞和清凉里站率先动工修建8.5km长的地铁路线，并在1971年竣工。
然而在当时，这个计划并没有得到政府的认可，从而加剧了首尔交通的拥堵。在尹致映离任后，金玄玉便开始着手解决这个问题。

### 金玄玉任期（1966-1970）
根据1960年的人口调查，首尔有244万人，但由于受到婴儿潮的影响，到了1970年，则变为了522万人，且人口主要集中在市中心区和永登浦区。为此，地铁路线走向做出了如下的更改：
- 环线：踏十里洞-世宗路-敦义门-延世-楊花大橋-西冰库洞-汉南洞-金湖-踏十里洞-杏堂洞
- 1号线：麻浦路-麻浦大橋-汝矣岛洞-道林洞-開峰洞-梧柳洞-禾谷洞-金浦机场-麻谷-加陽洞-鹽倉洞-楊坪洞-汝矣島洞-麻浦大橋
- 2号线：江南-漢南大橋-良才洞-果川市-安養市-始兴洞-鷺梁津洞-国立首尔显忠院-馬竹巨里-江南
- 3号线：纛島-廣壯洞-忘憂洞-墨洞-泰陵-上溪洞-議政府市-道峰洞-双门洞-水逾洞-彌阿洞-高麗大學-新設洞-龍頭洞
- 4号线：新村-延禧洞-繒山路-龟山洞-礡石鞍部-神道面-汉阳乡村俱乐部-水色洞-延禧洞[1]

部分区域作出再次修改：
- 1号线（城北区）：上溪洞-双门洞-水逾洞-鍾岩洞-龍頭洞
- 2号线（京畿道高阳市）：三松里-佛光洞-敦義門
- 3号线（京畿道安養市）：安養市-始兴洞-九老洞-大方洞-首尔站-西大门
- 4号线（京畿道城南市）：梧琴洞-千户洞-九宜洞-往十里-龍頭洞-敦義門[2]

在此方案审核期间，1969年6月29日，地下铁建设总部成立。到了1969年12月30日的审核通过之后，路线总长度变为了86km。

## 首尔地铁1、2号线部分

### 梁铎植任期（1970-1974）
梁铎植上任后，听命于韩国总统朴正熙的要求，积极与日本铁路技术委员会的人员接触，参与了车辆、信号及通讯方面。为了保证首尔地下铁与韩国国铁的直通运行，在大韩民国交通部与大韩民国铁道厅的协调之下，大韩民国铁道厅同意对首尔-仁川、首尔-水原、龙山-城北进行复线化和电气化工程。为了确保运能足够，站台长度仿效日本，均为200m以上有效长度。以便容纳未来的10节编组列车停靠。
之后，施工方在普信阁进行了第1次测量，首尔市政府也最终决定开始于1971年4月修建首尔地铁1号线在首尔站-钟路-清凉里站的9.8km的工程，缓解首尔来往仁川广域市、安养市、水原市的交通拥堵问题。为了加快工期，首尔地铁1号线全线全部采用了明挖施工方式，但却对首尔中心区域的交通造成了严重的影响。在1971年9月与日本铁路技术委员会的协调下，公布了首尔地下铁的路线分段工程：
- 第1部分：首尔站-清凉里站（9.54km，1971∼1974）
- 第2部分：永登浦站-往十里站（35.5km，1974∼1985）
- 第3部分：彌阿洞-退溪路-佛光洞（21.5km，1977∼1979）
- 第4部分：開浦洞-栗谷路-大林洞（34.5km，1977∼1985）
- 第5部分：延禧洞-钟路-千户洞-城南市（32km，1978∼1985）

### 1号线建设与开通
修建首尔地铁1号线时，由于路线经过崇礼门、光化门、东大门之下，为了不影响城门，只得把路线稍作修改，以绕过城门。路轨道床首次采用无砟道床，在1972年-1973年的第一次石油危机期间，一度施工停止。施工期间，为了绕过世宗大路和钟路之间的东亚日报大厦，转弯半径缩短为了140m。
最终首尔地铁1号线在1974年初建成，在1974年8月15日通车，全部使用了具有日本技术的车辆。当天韩国总统朴正熙主持了开幕仪式，但是其夫人陆英修在开幕仪式期间被文世光刺杀，使得开幕式最终蒙上了一层阴影。

### 具滋春任期（1974-1978）
具滋春上任后，邀请了金寿根作为首尔地铁2号线的设计师。由于首尔江南在1970年代开始开发，因此原计划中的首尔地铁2号线经过反复修改最终变为了环线，走向大致为往十里-圣水-蚕室-德黑兰路-九老工业园区-新林-新道林-新村，最终计划于1978年3月9日开工。

### 2号线建设与开通
1978年3月9日，首尔地铁2号线开工，公布了首尔地下铁的路线分段工程：
- 第1部分：君子车辆基地-圣水洞-蚕室-永东-首尔大-九老洞
- 第2部分：圣水洞-往十里站-乙支路-新村--九老洞
- 第3部分：往十里-乙支路-九老洞

这次工程首次出现了高架段。
1980年10月31日，君子车辆基地-综合运动场共11.2km开通；1982年12月23日，综合运动场-教大共5.5km开通；1983年9月16日，乙支路入口-圣水共8.6km开通；1983年12月17日，教大-首尔大入口共6.7km开通；1984年5月22日，乙支路入口-首尔大入口共19.1km开通，同样全部使用了具有日本技术的车辆。
首尔地铁1、2号线的建成，加之用于接驳地铁的首尔高速巴士客运站的建成，初步缓解了首尔的交通压力。

## 首尔地铁3、4号线部分
尽管首尔地铁1、2号线已经建成，但是由于耗费资金过高，导致首尔地铁3、4号线的修建被搁置在1980年之后才开始实施。这一段需要修建的为首尔地铁3号线的旧把拨-良才部分和首尔地铁4号线的上溪-舍堂段，累计57km。在1985年两条路线全部开通。